# Gleizendorf

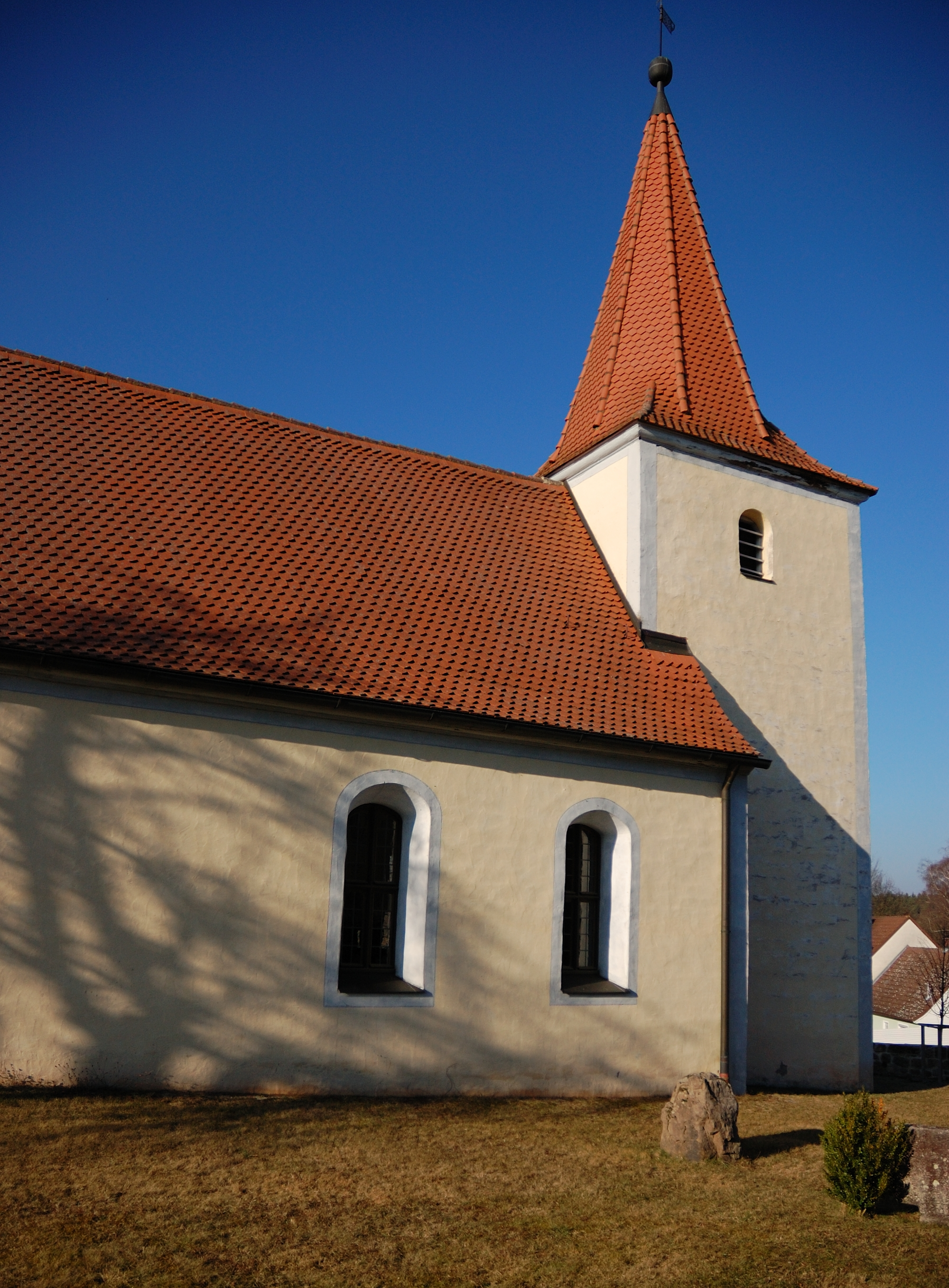
St. Mauritius in Gleizendorf

Gleizendorf (fränkisch: Gleitsa-dorf) ist ein Gemeindeteil der Gemeinde Petersaurach im Landkreis Ansbach (Mittelfranken, Bayern). Gleizendorf liegt in der Gemarkung Großhaslach.

## Geografie
Nordöstlich des Kirchdorfes liegt Großhaslach und südwestlich Wicklesgreuth. Bei Gleizendorf entspringt ein kleiner Bach, der bei Untermühle in den Haselbach mündet; der Haselbach entspringt etwas südlich davon beim Gleizendorfer Weiher. Östlich des Ortes befindet sich ein Gewerbegebiet, westlich eine Bauschuttdeponie. Bei der Kirche stehen zwei Rotbuchen, die als Naturdenkmal ausgezeichnet sind. Gemeindeverbindungsstraßen führen zur Kreisstraße AN 22 bei Großhaslach (0,8 km östlich) und zur Bundesstraße 14 in der Nähe von Wicklesgreuth (0,7 km südwestlich).

## Geschichte
Der Ort wurde 1295 als „Glizendorf“ erstmals urkundlich erwähnt. Das Bestimmungswort des Ortsnamens ist der Personenname Glizo, der als Gründer des Ortes anzunehmen ist. Im 13. Jahrhundert wurde eine dem heiligen Mauritius geweihte Filialkirche errichtet.
Das Kloster Heilsbronn kaufte nach und nach die Gefälle von allen dortigen Höfen (damals sechs). Die Verkäufer waren Edelleute und Nürnberger Patrizier.
Im 16-Punkte-Bericht des Klosteramts Heilsbronn aus dem Jahr 1608 wurden für Gleizendorf sechs Mannschaften verzeichnet: Die fünf Höfe und das Köblergut unterstanden dem Klosterverwalteramt Heilsbronn. Im Dreißigjährigen Krieg blieben die sechs Höfe verschont, waren aber danach Jahrzehnte lang unbewohnt und verfielen.
In den Oberamtsbeschreibungen des Fürstentums Ansbach von Johann Georg Vetter aus dem Jahr 1732 wird der Ort folgendermaßen beschrieben:

„Gleitzendorff, Ein Dorfflein, in welchem 5. Höff, 2 Güthlein und 1. Hürten Haus, die sämtl. ins Closter Heilsbronn gehören, haben ihre eigene Kirche, aber keinen Pfarrer, sondern gehören als ein Filial nach Petersaurach, geben keinen Zehenden, die Güllt aber in das Closter Heilsbronn, wohin auch die GemeindsHerrschaft gehört; den Kirchweyhschutz hat das Schloß Vestenberg. Die hochfraischl. Obrigkeit hingegen, das allhiesige Ober und Castenamt Anßpach, ist eine Gemeind mit dem Weyler Wückleinskreut.“

Auch gegen Ende des 18. Jahrhunderts bildete Gleizendorf mit Wicklesgreuth eine Realgemeinde. In Gleizendorf gab es sieben Anwesen (4 Höfe, 1 Höflein, 1 Gütlein, 1 Häuslein) und ein Gemeindehirtenhaus. Das Hochgericht übte das brandenburg-ansbachische Hofkastenamt Ansbach aus, die Dorf- und Gemeindeherrschaft und die Grundherrschaft über alle Anwesen hatte das Klosterverwalteramt Heilsbronn. Von 1797 bis 1808 unterstand der Ort dem Justiz- und Kammeramt Ansbach.
Im Rahmen des Gemeindeedikts wurde Gleizendorf dem 1808 gebildeten Steuerdistrikt Großhaslach und der 1811 gegründeten Ruralgemeinde Großhaslach zugeordnet. Im Zuge der Gebietsreform in Bayern wurde diese am 1. Mai 1978 nach Petersaurach eingemeindet.

### Baudenkmal
- evangelisch-lutherische Filialkirche St. Mauritius[17]

### Einwohnerentwicklung
| Jahr      | 001818 | 001840 | 001861 | 001871 | 001885 | 001900 | 001925 | 001950 | 001961 | 001970 | 001987 | 002009 | 002015 | 002022 |
| Einwohner | 61     | 43     | 76     | 74     | 84     | 77     | 87     | 136    | 107    | 109    | 108    | 138    | 135    | 161    |
| Häuser    | 11     | 13     |        |        | 15     | 15     | 15     | 17     | 20     |        | 30     |        |        |        |
| Quelle    | [ 19 ] | [ 20 ] | [ 21 ] | [ 22 ] | [ 23 ] | [ 24 ] | [ 25 ] | [ 26 ] | [ 27 ] | [ 28 ] | [ 29 ] | [ 1 ]  | [ 1 ]  | [ 1 ]  |

## Religion
Der Ort ist seit der Reformation evangelisch-lutherisch geprägt und nach St. Peter (Petersaurach) gepfarrt. Die Einwohner römisch-katholischer Konfession waren ursprünglich nach Unsere Liebe Frau (Heilsbronn) gepfarrt, seit 1976 ist die Pfarrei St. Franziskus (Neuendettelsau) zuständig.